# Loxosceles taeniopalpus
Espèce
Loxosceles taeniopalpus est une espèce d'araignées aranéomorphes de la famille des Sicariidae.

## Distribution
Cette espèce est endémique de la province de Loja en Équateur,. Elle se rencontre vers Amazula.

## Description
Le mâle décrit par Gertsch en 1967 mesure 7,5 mm et la femelle 9,2 mm.

## Systématique et taxinomie
Cette espèce a été décrite par Simon en 1907.

## Publication originale
- Simon, 1907 : « Étude sur les araignées de la sous-section des Haplogynes. » Annales de la Société Entomologique de Belgique, vol. 51, p. 246-264 (texte intégral).